# Rochers des Parcs
Les rochers des Parcs sont un site naturel classé en 1977, situé sur la commune du Vey, face à Clécy dans le département du Calvados. Au sein de la Suisse normande, ce site présente des coteaux abrupts boisés sur un poudingue cambrien, qui domine la vallée de l'Orne. C'est un site important de l'Ouest de la France d'escalade sur falaise.

## Aire protégée
Les rochers des Parcs présentent un intérêt environnemental et écologique du fait de leur biodiversité et de leurs espèces animales ou végétales rares (Natura 2000). Ils sont ainsi classés en espace naturel sensible du Calvados. En 2005, le Centre Permanent d'Initiatives pour l'Environnement (CPIE) du département a réalisé un plan de gestion du site à destination des institutions publiques locales.
Les rochers des Parcs forment avec les rochers de la Houlle un site naturel classé par décret du 27 décembre 1977. Ils appartiennent également à la zone naturelle d'intérêt écologique, faunistique et floristique (ZNIEFF) de type 1 des « rochers de Clécy » qui s'étend sur 244,4 hectares sur les communes de Saint-Omer, Saint-Rémy, Le Bô et Le Vey.

## Milieu naturel
Cette ZNIEFF abrite 354 espèces inventoriés, dont des espèces végétales rares qui ont justifié sa protection comme le catapode des graviers (Micropyrum tenellum), l'espargoutte de Morison (Spergularia morisonii), l'orpin rougeâtre (Sedum rubens), la cotonnière allemande (Filago vulgaris), le millepertuis à feuilles linéaires (Hypericum linarifolium), la spiranthe d'automne (Spiranthes spiralis), le rosier à petites fleurs (Rosa micrantha), la doradille de Billot (Asplenium billotii).

## Tourisme et activités de plein air
Les rochers des Parcs font partie des sites naturels à visiter de la route touristique, le circuit de la Suisse Normande, longue de 65 km qui emprunte la vallée de l'Orne.
Proche de la forêt de Grimbosq, les rochers des Parcs sont fréquentés par des randonneurs qui empruntent le sentier de grande randonnée, le GR 36 ou des sentiers pédestres balisés et aménagés tel le sentier dit « du dessus des rochers ».
Le site des rochers des Parcs dispose d'une centaine de voies d'escalade équipées. D'après la Fédération française de la montagne et de l'escalade (FFME), c'est le site d'escalade en falaise le plus important de l'Ouest de la France après les falaises du Finistère.